# Бизоренда
Бизоренда (пол. Bizoręda) — село в Польше, входит в гмину Собкув Енджеювского повята Свентокшиского воеводства. В 1975—1998 годах административно принадлежала Келецкому воеводству.

## Население
Население составляет 219 человек (на 31 декабря 2013 года).
|                   | Всего | Всего | Женщины | Женщины | Мужчины | Мужчины |
| ----------------- | ----- | ----- | ------- | ------- | ------- | ------- |
| единица измерения | чел.  | %     | чел.    | %       | чел.    | %       |
| население         | 219   | 100   | 114     | 52      | 105     | 48      |

## История
Между XII и XVI веками деревня известная как Бизоренда была на 12,5 км к северо-востоку от Енджеюва. В документах использовалось разные названия: Brezerenda, Bossoranda, Byeszoranda, Byeszorąda, Biezoranda, Bieszioranda, Biesiorada, Biedolęda. С 1540 года входит в Хенцинский повят, приход Мокрско; с 1581 Ксёнжский повят, приход Мокрско; с 1598 Хенцинский повят, приход Брзеги.
В XVII столетии владельцем имущества Бизоренда был Станислав Бида. В XVIII столетии владельцем имущества Бизоренда был Станислав Лещинский.